# Маклодио
Маклодио (итал. Maclodio) је насеље у Италији у округу Бреша, региону Ломбардија.
Према процени из 2011. у насељу је живело 1378 становника. Насеље се налази на надморској висини од 107 м.

## Становништво
Према резултатима пописа становништва 2011. у општини је живело 1.501 становника.
| 1951. | 1961. | 1971. | 1981. | 1991. | 2001. | 2011. |
| ----- | ----- | ----- | ----- | ----- | ----- | ----- |
| 1.023 | 764   | 643   | 868   | 1.058 | 1.232 | 1.501 |